# MKS Start Lublin
El MKS Start Lublin, conocido por motivos de patrocinio como TBV Start Lublin, es un equipo de baloncesto polaco que compite en la PLK, la primera división del país. Tiene su sede en la ciudad de Lublin. Disputa sus partidos en el Globus, con capacidad para 5000 espectadores. En 2005 AZS Lublin y Start Lublin se fusionaron dando lugar al AZS Start.

## Nombres
- AZS Start (2005-2009)
- Olimp MKS Start (2009-2011)
- MKS Start (2011-2012)
- WIKANA Start Lublin (2012-2015)
- MKS Start Lublin (2015-)

## Posiciones en liga
| Temporada | Nivel | Liga   | Pos. | V/D   | PL  | Resultado           | Copa de Polonia  | Competiciones europeas |
| --------- | ----- | ------ | ---- | ----- | --- | ------------------- | ---------------- | ---------------------- |
| 2010-11   | 2     | I Liga | 12   | 10-20 |     |                     |                  |                        |
| 2011-12   | 2     | I Liga | 12   | 11-17 |     |                     |                  |                        |
| 2012-13   | 2     | I Liga | 8    | 16-14 | 0-3 | Cuartos de final    |                  |                        |
| 2013-14   | 2     | I Liga | 8    | 15-11 | 5-3 | Asciendesemifinales |                  |                        |
| 2014-15   | 1     | PLK    | 14   | 9-21  |     |                     |                  |                        |
| 2015-16   | 1     | PLK    | 17   | 4-28  |     |                     |                  |                        |
| 2016–17   | 1     | PLK    | 15   | 8-24  |     |                     |                  |                        |
| 2017–18   | 1     | PLK    | 9    | 17-15 |     |                     | Cuartos de final |                        |

fuente:eurobasket.com

## Palmarés
- 1Liga
  - Campeón : 2002

- 2Liga
  - Campeón Grupo C (1): 2009
  - Subcampeón Grupo B (1): 2006

## Jugadores destacados
| - Łukasz Diduszko - Bartosz Diduszko - Edward Ignerski - Piotr Śmigielski - Ryszarda Ochódzkiego - Zenon Telman - Tomasz Wojdyła - Jerzy Żytkowski - Denis Petenev - Milan Smiljanić | - Zoran Vranjevac - Yevgeny Kuzmienko - Mihail Melnikov - Ryan Adle - Bryon Allen - Derek Billing - Duane Carter - Vance Cooksey - Robert Lewandowski (1989) - Jason Murdock | - Joe Penberthy - Bryan Vukelich - Tracey Walston - Kent Washington - Isaac Wells - Aleksander Nikolic - Davor Milardovic - Nenad Radovski - Brian McDonnell |